# Chelonus keiferiae
Chelonus keiferiae är en stekelart som beskrevs av Mccomb 1968. Chelonus keiferiae ingår i släktet Chelonus och familjen bracksteklar. Inga underarter finns listade i Catalogue of Life.